# Arbeiter-Turn- und Sportschule

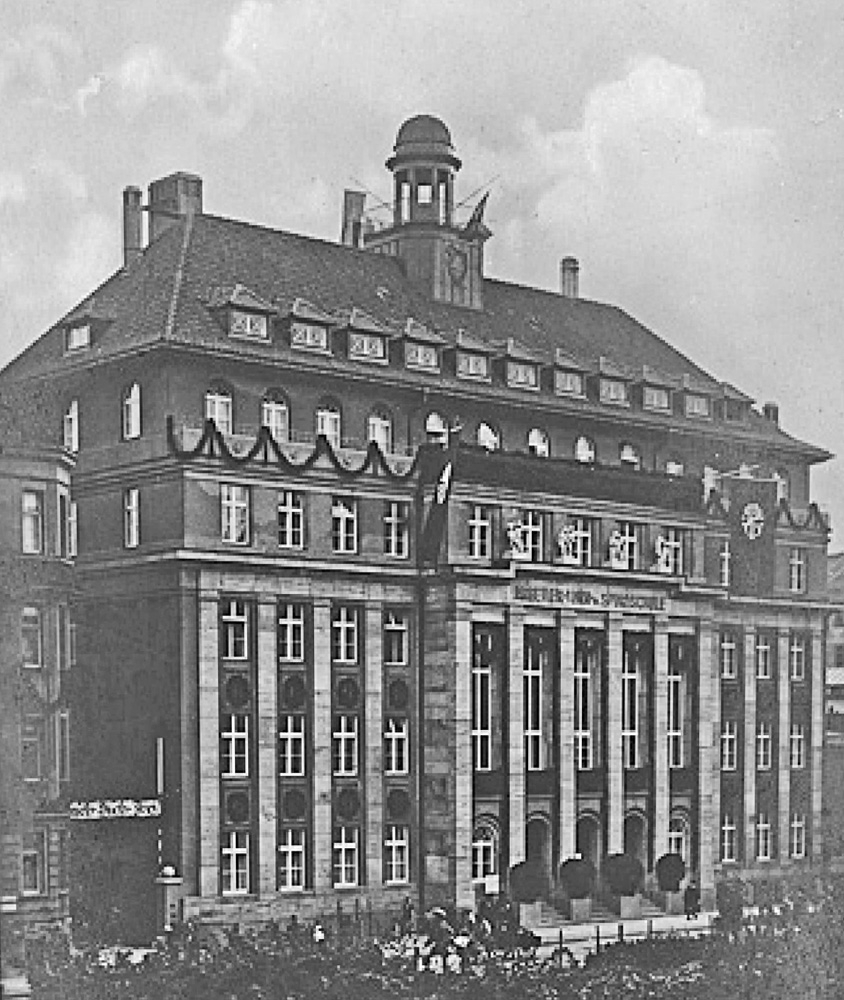
Die Arbeiter-Turn- und Sportschule zur Eröffnung 1926

Die Arbeiter-Turn- und Sportschule, genauer Bundesschule des Arbeiter-Turn- und Sportbundes (ATSB), war eine von 1926 bis 1933 in der Südvorstadt von Leipzig bestehende Einrichtung. Danach wurde das Gebäude anderweitig genutzt.

## Lage und Baubeschreibung
Das Grundstück der ehemaligen Arbeiter-Turn- und Sportschule liegt an der Südseite der Fichtestraße mit der Nr. 28 und erstreckt sich nach Süden bis zur nächsten Parallelstraße der Kantstraße.
Das Hauptgebäude war zu seiner Eröffnung ein fünfstöckiger Bau mit 13 Fensterachsen nach der Fichtestraße. Ein fünfachsiger Mittelrisalit und Wandpfeiler gliederten die Fassade der ersten drei Stockwerke. Die beiden Obergeschosse waren horizontal betont. Ein steiles Walmdach war mit Gauben besetzt und trug mittig eine mit einem Umgang versehene Turmlaterne.  Nach hinten folgten Turn- und Schwimmhalle sowie weitere Übungseinrichtungen und -gelände.
Der Hauptbau enthielt einen großen Vorlesungssaal, weitere Lehrsäle, einen Speisesaal, eine Bibliothek, eine sportärztliche Dienststelle sowie Schlafzimmer und Aufenthaltsräume der Kursteilnehmer in den oberen Stockwerken.

## Geschichte

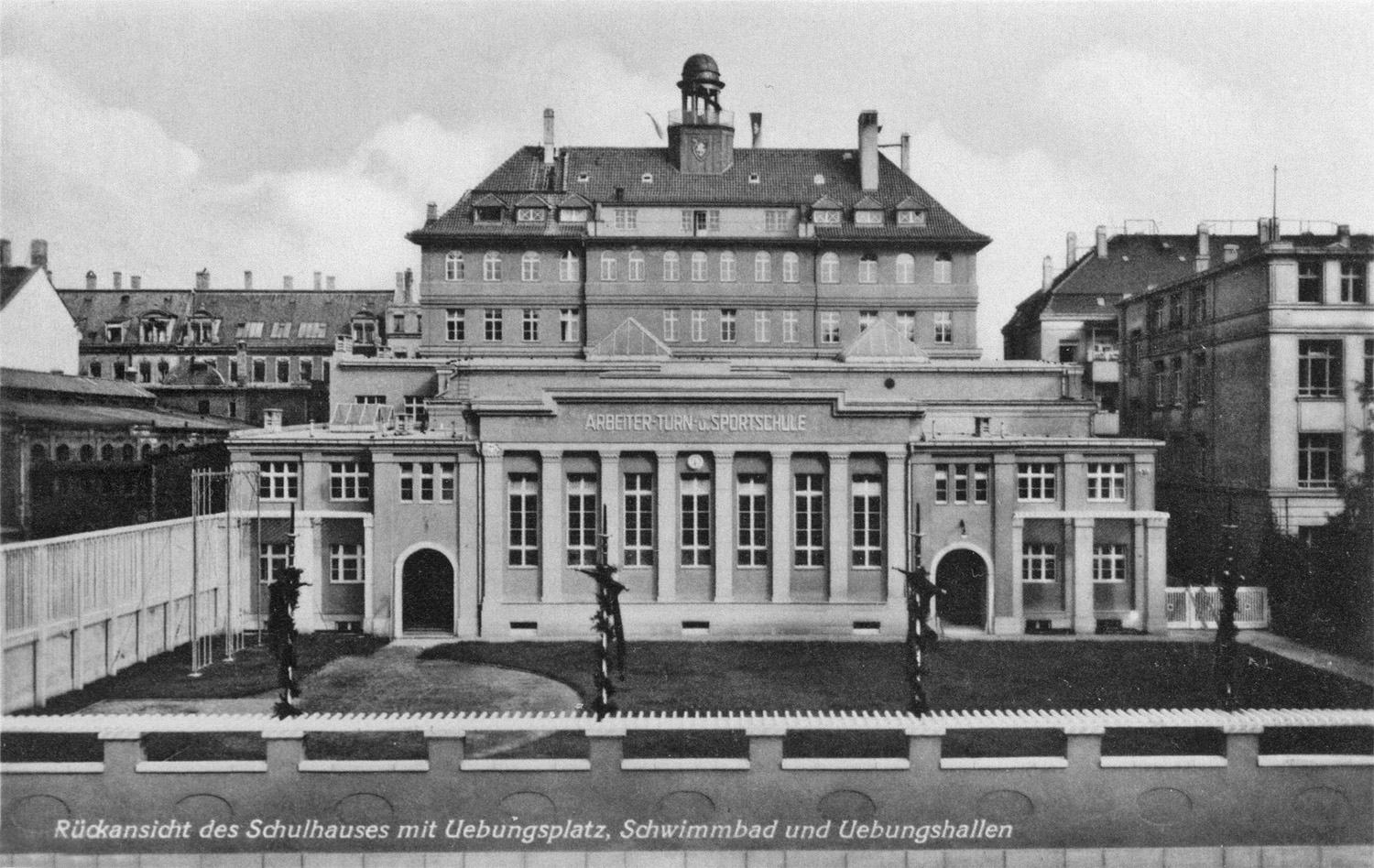
Rückansicht mit Turnhallen, Schwimmbad und Übungsgelände 1930

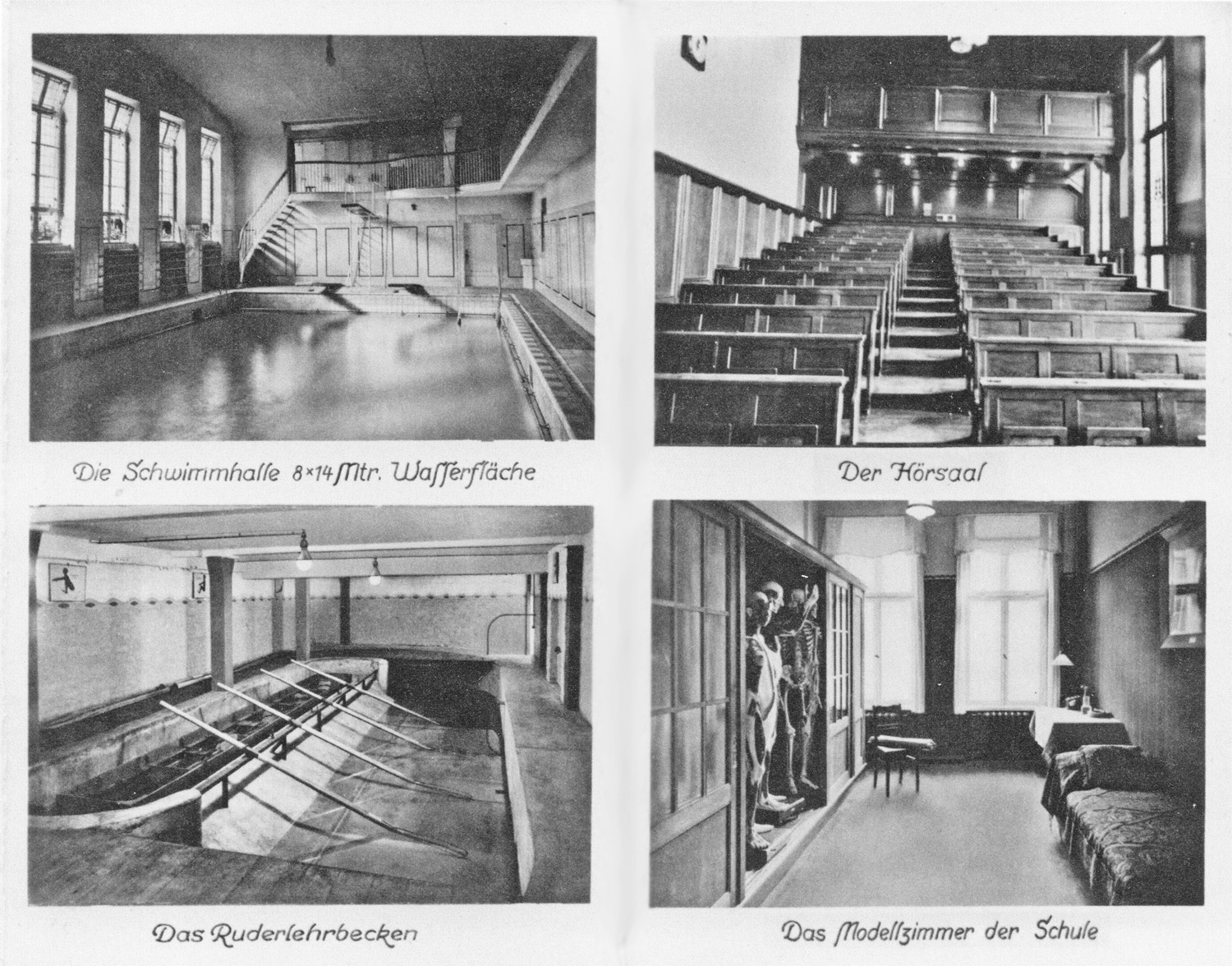
Verschiedene Einrichtungen des Hauses

1893 war der Arbeiter-Turnerbund (ATB) gegründet worden, der sich 1919 in Arbeiter-Turn- und Sportbund (ATSB) umbenannte. Seit 1919 unterhielt diese Dachorganisation der meisten deutschen Arbeiter-Turn- und Sportvereine ihr Bundeshaus in Leipzig in der Fichtestraße. 1922 erwarb der Arbeiter-Turn-Verlag das östliche Nachbargrundstück zur Errichtung einer Lehranstalt, die der zunehmenden Arbeiter-Turn- und Sportbewegung Rechnung tragen sollte. Die Baukosten von 1,25 Millionen Reichsmark wurden zu einem Drittel durch Spenden von Bundesmitgliedern erbracht, der Rest vom Land Sachsen, den Städten Leipzig und Berlin sowie aus Geldern des Arbeiter-Turnverlages.
1924 begann die Errichtung des Gebäudes, das am 10. September 1926 feierlich eingeweiht wurde. Leiter der Einrichtung wurde und blieb zeit ihres Bestehens der Sportfunktionär Georg Benedix, der auch schon wesentlichen Anteil an ihrer Gründung hatte. Es fanden Lehrgänge für verschiedene Sportarten statt. In den sieben Jahren ihres Bestehens wurden an der Schule 68 ein-, 62 zwei- und 72 dreiwöchige Lehrgänge mit insgesamt 6149 Teilnehmern durchgeführt. Es wurden auch Abendlehrgänge für Turnwarte abgehalten und die Anlagen der Schule für Veranstaltungen an Außenstehende vermietet.
Am 23. März 1933 wurde die Schule durch die SA besetzt und der weitere Betrieb verboten. Nach einer Leerstandszeit und der Beschlagnahme durch das Land Sachsen zog das Institut für Leibesübungen der Universität Leipzig unter der Leitung des Sportpädagogen Hermann Altrock ein. Beim Luftangriff auf Leipzig vom 4. Dezember 1943 wurde die Schule schwer beschädigt. Schon ab 1945 konnten dank des Einsatzes von Institutsangehörigen und Studenten Teile des Schulgebäudes als Provisorium wieder genutzt werden. Die Sportanlagen waren zunächst Ruinen. 1953 zog nach Renovierungsarbeiten das Institut für Körpererziehung (IfK) der Karl-Marx-Universität ein. Mit der Inbetriebnahme der Deutschen Hochschule für Körperkultur (DHfK) verlor 1955 die Universität die Ausbildung von Sportlehrern.
1961 befand sich der Sportkomplex der ehemaligen Bundesschule wieder in einem ordentlichen Zustand und wurde nun für den Hochschulsport genutzt. In das Hauptgebäude zogen Teile der Sektion Tierproduktion und Veterinärmedizin und das Institut für Tropische Landwirtschaft der Universität ein und verblieben dort bis kurz nach der Wende. Danach wurde das Haus bis zum Umzug in das Gebäude des ehemaligen Rates des Bezirkes in der Karl-Liebknecht-Straße durch die Hochschule für Technik, Wirtschaft und Kultur (HTWK) genutzt.
Wegen des hohen Sanierungsbedarfs veräußerte das Land Sachsen das Objekt an einen privaten Investor, der in die gesamte Anlage einschließlich der Sporteinrichtungen hochwertige Wohnungen und Appartements einbaute. Die Südseite des Hauptgebäudes trägt jetzt Balkone. Die Gauben sind Dachfenstern gewichen, und der Turmaufbau fehlt. An der Stelle der Turnhalle befindet sich ein glasüberdachter Innenhof.